# Indianapolis 500 in 1939

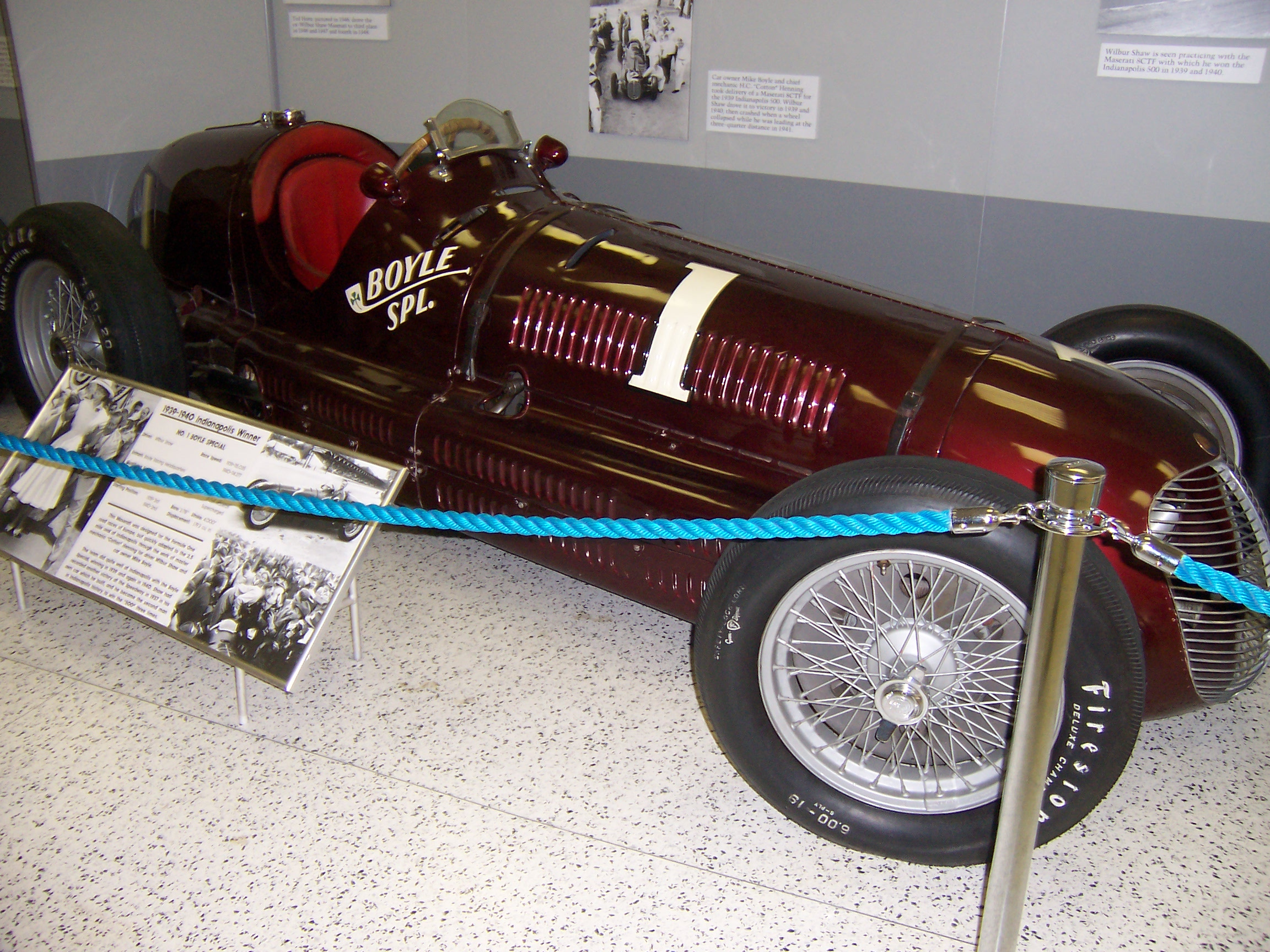
De auto waarmee Foyd Roberts de Indy 500 van 1939 won

De 27e Indianapolis 500 werd gereden op dinsdag 30 mei 1939 op de Indianapolis Motor Speedway. Amerikaans coureur Wilbur Shaw won de race voor de tweede keer in zijn carrière. De race werd overschaduwd door het dodelijke ongeval van Floyd Roberts, die een jaar eerder de race had gewonnen.

## Startgrid
| Rij | Binnen          | Midden        | Buiten           |
| --- | --------------- | ------------- | ---------------- |
| 1   | Jimmy Snyder    | Louis Meyer   | Wilbur Shaw      |
| 2   | Ted Horn        | Chet Miller   | George Bailey    |
| 3   | Shorty Cantlon  | Mauri Rose    | Herb Ardinger    |
| 4   | Cliff Bergere   | Frank Brisko  | George Connor    |
| 5   | Ralph Hepburn   | Mel Hansen    | George Barringer |
| 6   | Babe Stapp      | Frank Wearne  | Ira Hall         |
| 7   | Rex Mays        | Joel Thorne   | Emil Andres      |
| 8   | Bob Swanson     | Floyd Roberts | Kelly Petillo    |
| 9   | Russ Snowberger | Tony Willman  | Tony Gulotta     |
| 10  | Al Miller       | Floyd Davis   | Louis Tomei      |
| 11  | Deacon Litz     | Harry McQuinn | Billy Devore     |

## Race
| #                                  | Coureur          | Auto                  | Ronden | Opgave           |
| ---------------------------------- | ---------------- | --------------------- | ------ | ---------------- |
| 1                                  | Wilbur Shaw      | Maserati              | 200    |                  |
| 2                                  | Jimmy Snyder     | Adams-Sparks          | 200    |                  |
| 3                                  | Cliff Bergere    | Miller-Offenhauser    | 200    |                  |
| 4                                  | Ted Horn         | Miller                | 200    |                  |
| 5                                  | Babe Stapp       | Alfa Romeo            | 200    |                  |
| 6                                  | George Barringer | Weil-Offenhauser      | 200    |                  |
| 7                                  | Joel Thorne      | Adams-Sparks          | 200    |                  |
| 8                                  | Mauri Rose       | Shaw-Offenhauser      | 200    |                  |
| 9                                  | Frank Wearne     | Wetteroth-Offenhauser | 200    |                  |
| 10                                 | Billy Devore     | Weil-Duray            | 200    |                  |
| 11                                 | Tony Gulotta     | Stevens-Offenhauser   | 200    |                  |
| 12                                 | Louis Meyer      | Stevens-Winfield      | 197    | Ongeval          |
| 13                                 | George Connor    | Adams-Offenhauser     | 195    | Mechanisch       |
| 14                                 | Tony Willman     | Lencki                | 188    | Mechanisch       |
| 15                                 | Louis Tomei      | Alfa Romeo            | 186    |                  |
| 16                                 | Rex Mays         | Adams-Sparks          | 145    | Mechanisch       |
| 17                                 | Herb Ardinger    | Wetteroth-Miller      | 141    | Mechanisch       |
| 18                                 | Kelly Petillo    | Wetteroth-Offenhauser | 141    | Mechanisch       |
| 19                                 | Mel Hansen       | Shaw-Offenhauser      | 113    | Ongeval          |
| 20                                 | Harry McQuinn    | Blume-Brisko          | 110    | Mechanisch       |
| 21                                 | Chet Miller      | Summers-Miller        | 109    | Ongeval          |
| 22                                 | Ralph Hepburn    | Stevens-Offenhauser   | 107    | Ongeval          |
| 23                                 | Floyd Roberts    | Wetteroth-Offenhauser | 106    | Dodelijk ongeval |
| 24                                 | Ira Hall         | Nowiak-Studebaker     | 89     | Mechanisch       |
| 25                                 | Russ Snowberger  | Snowberger-Miller     | 50     | Mechanisch       |
| 26                                 | George Bailey    | Miller                | 47     | Mechanisch       |
| 27                                 | Floyd Davis      | Miller-Offenhauser    | 43     | Mechanisch       |
| 28                                 | Al Miller        | Adams-Offenhauser     | 41     | Mechanisch       |
| 29                                 | Frank Brisko     | Stevens-Brisko        | 38     | Mechanisch       |
| 30                                 | Emil Andres      | Stevens-Offenhauser   | 22     | Mechanisch       |
| 31                                 | Bob Swanson      | Stevens-Sampson       | 19     | Mechanisch       |
| 32                                 | Shorty Cantlon   | Stevens-Offenhauser   | 15     | Mechanisch       |
| 33                                 | Deacon Litz      | Maserati              | 7      | Mechanisch       |
| Gemiddelde snelheid : 185,131 km/h |                  |                       |        |                  |